# Integraler av inversa funktioner
Integraler av inversa funktioner kan beräknas med hjälp av en formel ifall antiderivatat till den ursprungliga funktionen är känt. Formeln lyder:
{\displaystyle \int f^{-1}(x)\ dx=xf^{-1}(x)-F(f^{-1}(x))+C}
där {\displaystyle f^{-1}(x)} betecknar inversen av {\displaystyle f(x)}, {\displaystyle F(x)} betecknar antiderivatan till {\displaystyle f(x)} och {\displaystyle C} betecknar integreringskonstanten.
Formeln upptäcktes första gången 1905 av Charles-Ange Laisant, men flera matematiker har återupptäckt formeln oberoende av Laisant sedan dess.

## Bevis
Formeln kan enkelt bevisas genom att beräkna derivatan:
{\displaystyle {\frac {d}{dx}}\left(xf^{-1}(x)-F\left(f^{-1}(x)\right)+C\right)=}
Enligt produktregeln och kedjeregeln får vi:
{\displaystyle =f^{-1}(x)+x{\frac {d}{dx}}\left(f^{-1}(x)\right)-f\left(f^{-1}(x)\right)\cdot {\frac {d}{dx}}\left(f^{-1}(x)\right)=}
Derivatan av {\displaystyle f^{-1}(x)} kan bestämmas genom att använda implicit differentiering:
{\displaystyle =f^{-1}(x)+{\frac {x}{f'(f^{-1}(x))}}-{\frac {x}{f'(f^{-1}(x))}}=f^{-1}(x)}
Detta tillvägagångssätt antar att {\displaystyle f^{-1}(x)} är deriverbar, men det går även att visa att formeln gäller då varken {\displaystyle f(x)} eller {\displaystyle f^{-1}(x)} är deriverbara.

### Härledning med partialintegration
Det går även att härleda formeln med de välbekanta integreringsmetoderna. Vi börjar med att införa en substitution där {\displaystyle x=f(u)} och {\displaystyle dx=f'(u)\ du}:
{\displaystyle \int f^{-1}(x)\ dx=\int f^{-1}(f(u))f'(u)\ du=\int uf'(u)\ du=}
Tillämpar vi sedan partialintegration får vi:
{\displaystyle =uf(u)-\int f(u)\ du=uf(u)-F(u)+C=}
Löser vi ut för {\displaystyle u} så får vi
{\displaystyle =f^{-1}(x)f(f^{-1}(x))-F(f^{-1}(x))+C=xf^{-1}(x)-F(f^{-1}(x))+C}
vilket är Laisants formel.

## Tillämpningar och exempel
Den generella versionen av formeln är inte särskilt välkänd, men många känner till tricket där man tar fram antiderivatan genom att använda partialintegration med ett, vilket är vad Laisants formel bygger på.

### Den naturliga logaritmen
Om vi vill ta reda på antiderivatan till den naturliga logaritmen kan vi använda formeln eftersom inversen är en mycket lättberäknelig integral, {\displaystyle e^{x}}:
{\displaystyle \int ln(x)\ dx=xln(x)-e^{ln(x)}+C=xln(x)-x+C}

### Arcsin
Inversen till {\displaystyle arcsin(x)} är {\displaystyle sin(x)} vars antiderivata är {\displaystyle -cos(x)}:
{\displaystyle \int arcsin(x)\ dx=x\ arcsin(x)-\left(-cos(arcsin(x)\right)+C=x\ arcsin(x)+{\sqrt {1-x^{2}}}+C}

### Arcsec
Laisants formel är mycket användbar för att beräkna antiderivatan till inverserna av de trigonometriska funktionerna (se ovan med arcsin), men den är ännu mer användbar ifall man inte känner till derivatan till inversen, vilket ofta är fallet med arcsec.
Inversen till {\displaystyle arcsec(x)} är {\displaystyle sec(x)}, och antiderivatan till {\displaystyle sec(x)} är {\displaystyle ln|sec(x)+tan(x)|}. Använder vi formeln på detta får vi:
{\displaystyle \int arcsec(x)\ dx=x\ arcsec(x)-ln|sec(arcsec(x))+tan(arcsec(x))|+C=x\ arcsec(x)-ln|x+{\sqrt {x^{2}-1}}|+C}